# Castrillo de Duero (kommunhuvudort)
Castrillo de Duero är en kommunhuvudort i Spanien.   Den ligger i provinsen Provincia de Valladolid och regionen Kastilien och Leon, i den centrala delen av landet, 130 km norr om huvudstaden Madrid. Castrillo de Duero ligger 801 meter över havet och antalet invånare är 157.
Terrängen runt Castrillo de Duero är platt åt sydost, men åt nordväst är den kuperad. Runt Castrillo de Duero är det mycket glesbefolkat, med 6 invånare per kvadratkilometer. Närmaste större samhälle är Peñafiel, 8,7 km väster om Castrillo de Duero. Trakten runt Castrillo de Duero består till största delen av jordbruksmark.